# Wolfgang Hilliger
Wolfgang Hilliger, kurz auch Wolf Hilger (* 30. November 1511 in Freiberg; † 30. November 1576 ebenda) war ein deutscher Geschütz- und Glockengießer aus der in Freiberg ansässigen Gießereidynastie der Hilliger und gilt als einer der bedeutendsten Glockengießer der evangelisch-lutherischen Kirche in Sachsen.

## Biografie
Wolfgang Hilliger war der Sohn von Martin Hilliger und übernahm 1544 von diesem die Glockengießerei zunächst gemeinsam mit seinem Bruder Oswald II. (1518–1546). Oswald wurde nach dem 1545 mit Wolfgang gemeinsam durchgeführten Guss der Luthertafel für die Torgauer Schlosskapelle Geschützgießer bei Herzog Philipp I. von Pommern in Stettin. Wolfgang führte die Gießerei in Freiberg daraufhin allein fort. Er gehörte zu den reichsten und angesehensten Bürgern der Stadt und wurde 1546 Ratsherr, 1556 Stadtrichter und ab 1557 mehrmals regierender Bürgermeister.
Wolfgang Hilliger arbeitete als erster der Familie zeitweilig auch in Dresden, wo er ab 1567 zusätzlich die Gießhütte des Zeughauses leitete, an die im Museum Festung Dresden erinnert wird. 
Eine der Hiliger-Glocken befindet sich heute noch in der Leipziger Thomaskirche. Als sein wichtigstes Werk gilt das Epitaph für den pommerschen Herzog Philipp I., das sich gemeinsam mit dessen Sarkophag in der St.-Petri-Kirche in Wolgast befindet. Ein Medaillon mit der Darstellung eines Bären im unteren Bereich der Messingplatte trägt die Umschrift „Wolff Hilger czu Freiberg gos mich.“
Seine Söhne Martin II., Wolfgang II. und Paul erlernten ebenfalls das Gießerhandwerk. Der Rechtsgelehrte Oswald Hilliger war sein Enkel.

## Weitere Werke

### Glocken
- Ehrenfriedersdorf, St. Niklas (1549)
- Freiberg, St. Petri (1570)
- Dorfkirche Lichtensee (1554, 1574)
- Maxen (1558)
- Niederebersbach (1568)
- Schloss Seerhausen (1556)
- Herderkirche in Weimar (1566)
- Stephanuskirche Leipzig-Mockau: Kirchenglocke mit dem Ton d" -2 (von 1576); eine weitere mit dem Ton a' -4 (von 1578) wird W. H. zugeschrieben (doch das Gussjahr hat W. H. nicht mehr erlebt …)

### Reliefs und Grabplatten
- Grabplatte für Herzogin Katharina von Sachsen († 1561)
- sowie weitere in der Wettiner Fürstengruft des Freiberger Doms

### Geschütze
- Veste Coburg: ein Sechspfünder
- Zeichnungen seiner Geschütze im Codex Artilleri in Dresden

### Sonstige
- 1562 Mitarbeit bei der Herstellung des Uhrwerks im Seigerturm der Burg Stolpen